# Landoltov kolobar
Landoltov kolobar (tudi japonski preskus vida, Landoltov (prekinjeni) obroč) je optotip (očesna razpredelnica) – standardizirani simbol za preskus vida. Razvil ga je oftalmolog švicarskega rodu Edmund Landolt.
Landoltov kolobar vsebuje obroč z odprtino in je tako podoben črki C. Odprtina je lahko v različnih legah (po navadi levo, zgoraj, spodaj, zgoraj in v vmesnih legah pod koti 45°). Naloga preskušanca je, da določi na kateri strani leži odprtina. Velikost kolobarja in njena odprtina se zmanjšujeta dokler subjekt ne naredi določene stopnje napak. Najmanjši zaznaven kot odprtine se vzame kot mera ostrine vida. Običajno se izvaja v laboratoriju.
Širina kolobarja in tudi širina odprtine a je 1/5 premera. Oblika je enaka črki C iz Snellenove razpredelnice. Landoltov kolobar je standardni optotip za merjenje ostrine v večini evropskih držav. Standardiziran je skupaj z merilnimi postopki z nemškim standardom DIN kot DIN 58220 (sedaj EN ISO 8596).
Čeprav velja za 'zlati standard', ima ta optotip lastne inherentne pomanjkljivosti, verjetno zaradi višje možganske funkcije, kjer se odprtina pojavi blizu meje ločljivosti očesa, še posebej kadar je odprtina v legi urinega kazalca za 6. To ni vpliv zgradbe roženice ali leče, kot tudi ne napak astigmatizma.
 Ločljivosti očesa tako ni moč določiti le na fizikalni podlagi. Za raziskovalce je priporočeno uporabljati konsistentnejši in zanesljivejši optotip.